# Саратовский (Адыгея)
Саратовский (адыг. Байкъан) — хутор в Красногвардейском  районе Республики Адыгея России. Относится к Еленовскому сельскому поселению.

## Географическое положение
Расположен в 15 км к юго-востоку от села Красногвардейского, на берегу реки Псенафы.

## История
Основан в 1879 году переселенцами из Саратовской губернии, отсюда его название. С 1924 по 1965 годы — центр Саратовского сельсовета.

## Население
| 1925 | 1926 | 2002 | 2010 | 2013 | 2014 | 2015 |
| ---- | ---- | ---- | ---- | ---- | ---- | ---- |
| 611  | ↗688 | ↘497 | ↘474 | ↘470 | ↗476 | ↗478 |
| 2016 | 2017 | 2018 | 2019 | 2020 | 2021 | 2023 |
| ↗482 | ↘479 | ↗480 | →480 | ↗491 | ↘464 | →464 |
| 2024 |      |      |      |      |      |      |
| ↗476 |      |      |      |      |      |      |

По данным Всероссийской переписи населения 2021 года:
| Народ               | Численность, чел. | Доля от всего населения, % |
| ------------------- | ----------------- | -------------------------- |
| русские             | 312               | 67,25 %                    |
| цыгане              | 75                | 16,16 %                    |
| курды               | 49                | 10,56 %                    |
| другие / не указано | 28                | 6,03 %                     |
| всего               | 464               | 100,0 %                    |

## Улицы
| - Восточная - Заречная - Клубная - Комсомольская | - Красная - Октябрьская - Советская - Степная |